# 発寒南駅
発寒南駅（はっさむみなみえき）は、北海道札幌市西区西町北7丁目にある、札幌市営地下鉄東西線の駅。駅番号はT02。

## 歴史
- 1999年（平成11年）2月25日：宮の沢駅 - 琴似駅間延伸開業に伴い、設置[1]。
  - 開業前の仮称は「発寒駅」だった[2]が、JR北海道の駅と駅名が重複するため「発寒南駅」になった[注 1]。
- 2009年（平成21年）2月24日：可動式ホーム柵が稼働開始[3]

## 駅構造
二十四軒手稲通の下に位置する。地下1階にコンコース、券売機、改札口、地下2階に1面2線の島式ホームをもつ。出入口は2ヶ所と少ない。ホーム中央に改札とホームを結ぶエレベーターがある。地上へのエレベーターは1番出口付近にある。また、バスのりばに通じる1番出口には上下両方向のエスカレーターを設置している。2番出口は、二十四軒手稲通を挟んで北側の発寒2条5丁目にある。
当駅と宮の沢駅は、ホームと改札を結ぶエスカレーターが従来のものと違って方向別で向きが異なっている。このため改札から下りる分にはスムーズであるが、ホームからは改札と逆方向に上るために、遠回りとなっている。

### のりば
| ホーム | 路線   | 行先                 |
| ------ | ------ | -------------------- |
| 1      | 東西線 | 大通・新さっぽろ方面 |
| 2      | 東西線 | 宮の沢方面           |

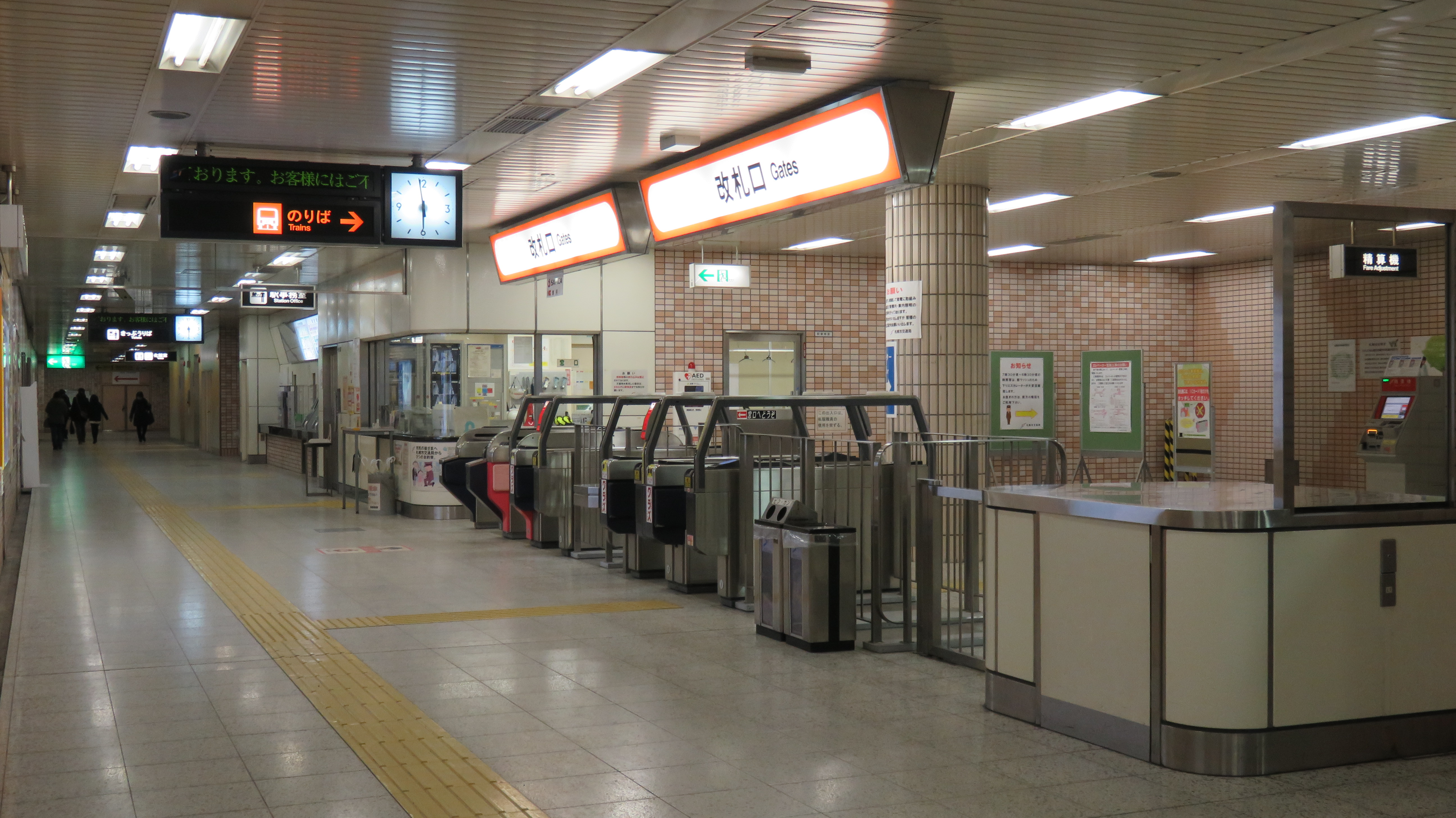
改札口
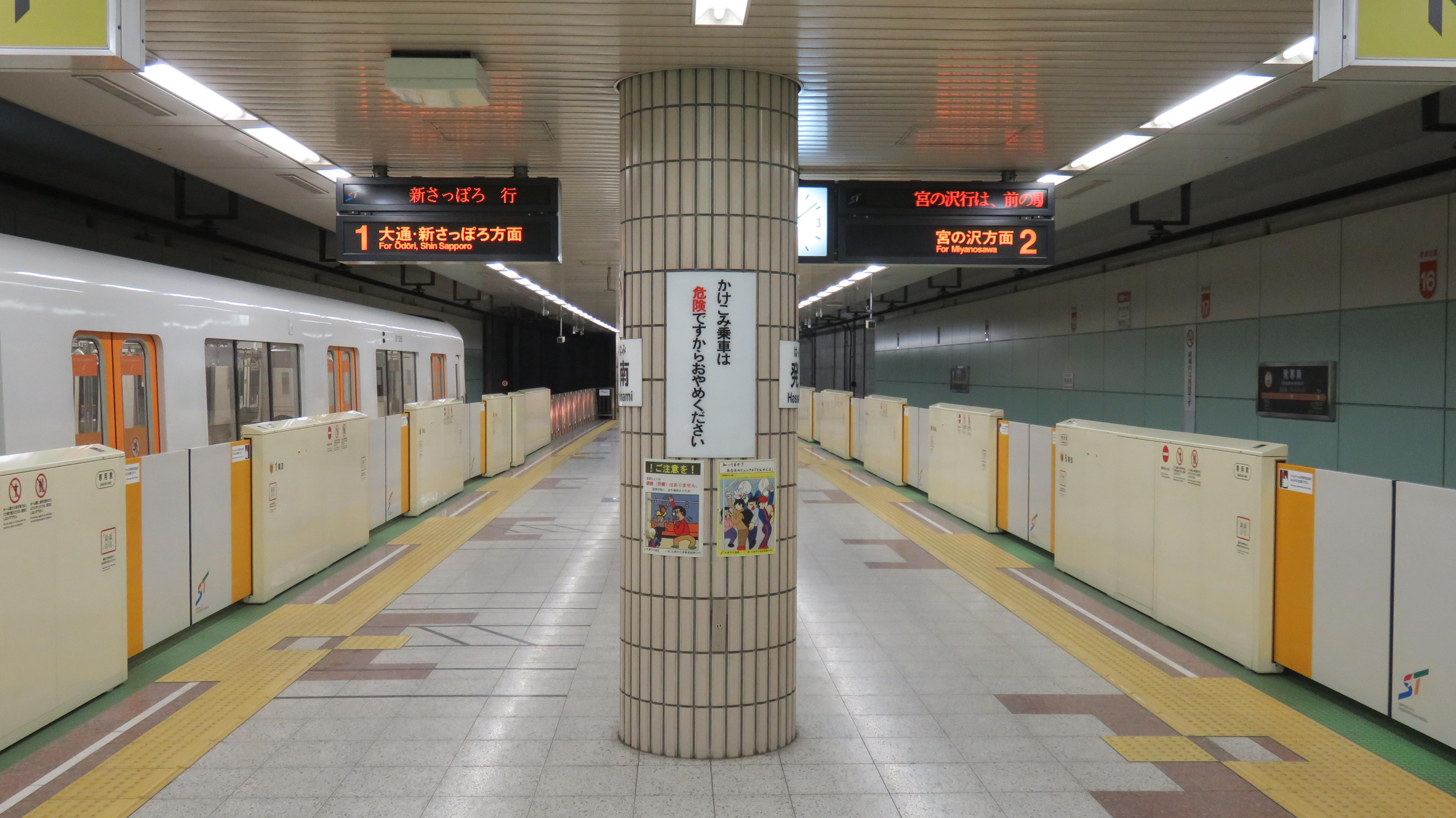
ホーム
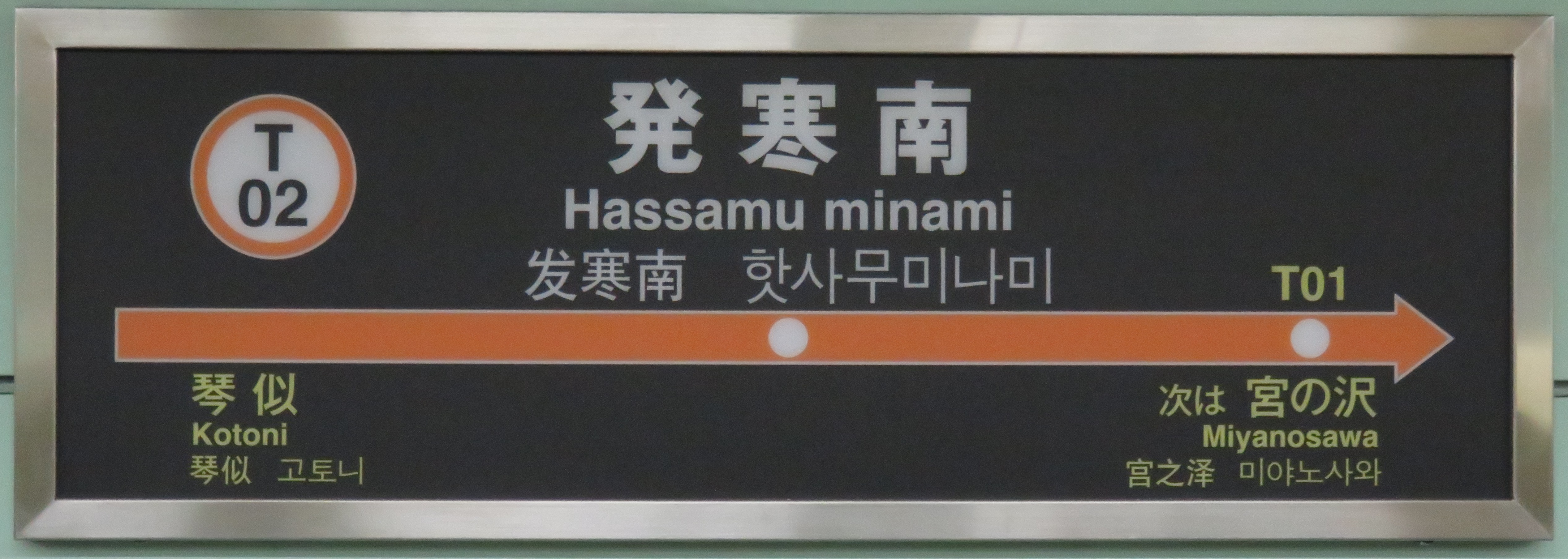
駅名標

## 利用状況
札幌市交通局によると、2020年度の1日平均乗車人員は7,156人であった。
駅開業後の1日平均乗車人員の推移は以下の通り。
| 年度               | 1日平均 乗車人員 | 出典   |
| ------------------ | ---------------- | ------ |
| 1998年（平成10年） | 7,405            | [ 5 ]  |
| 1999年（平成11年） | 7,494            | [ 5 ]  |
| 2000年（平成12年） | 7,331            | [ 5 ]  |
| 2001年（平成13年） | 7,425            | [ 5 ]  |
| 2002年（平成14年） | 7,504            | [ 5 ]  |
| 2003年（平成15年） | 7,411            | [ 5 ]  |
| 2004年（平成16年） | 7,518            | [ 5 ]  |
| 2005年（平成17年） | 7,540            | [ 5 ]  |
| 2006年（平成18年） | 7,529            | [ 5 ]  |
| 2007年（平成19年） | 7,441            | [ 5 ]  |
| 2008年（平成20年） | 7,399            | [ 5 ]  |
| 2009年（平成21年） | 7,312            | [ 5 ]  |
| 2010年（平成22年） | 7,349            | [ 5 ]  |
| 2011年（平成23年） | 7,447            | [ 5 ]  |
| 2012年（平成24年） | 7,631            | [ 5 ]  |
| 2013年（平成25年） | 7,931            | [ 5 ]  |
| 2014年（平成26年） | 8,268            | [ 6 ]  |
| 2015年（平成27年） | 8,415            | [ 6 ]  |
| 2016年（平成28年） | 8,670            | [ 7 ]  |
| 2017年（平成29年） | 8,837            | [ 7 ]  |
| 2018年（平成30年） | 8,986            | [ 8 ]  |
| 2019年（令和元年） | 9,007            | [ 8 ]  |
| 2020年（令和02年） | 7,156            | [ 9 ]  |
| 2021年（令和03年） | 7,613            | [ 10 ] |
| 2022年（令和04年） | 8,597            | [ 10 ] |
| 2023年（令和05年） | 9,210            | [ 10 ] |

## 駅周辺
- 二十四軒手稲通[4]
- 新琴似通[4]
- 北海道道124号宮の沢北一条線（北5条手稲通）
- 手稲左股通
- 西警察署西町交番[4]
- 札幌西町北郵便局[4]
- 北洋銀行西町支店
- 北海道信用金庫発寒支店
- 留萌信用金庫札幌西支店
- 札幌市農業協同組合（JAさっぽろ）西町支店
- マックスバリュエクスプレス発寒南駅前店
- イオン札幌西町ショッピングセンター
- ベルコユアホール西町
- 西区博善斎場
- 札幌市立発寒南小学校[4]
- 札幌市立発寒西小学校
- 札幌市立発寒中学校
- JR北海道函館本線発寒中央駅（JR線で長時間の運転見合わせが発生した場合当駅が発寒中央駅の代替輸送指定駅となる[11]）

## バス路線

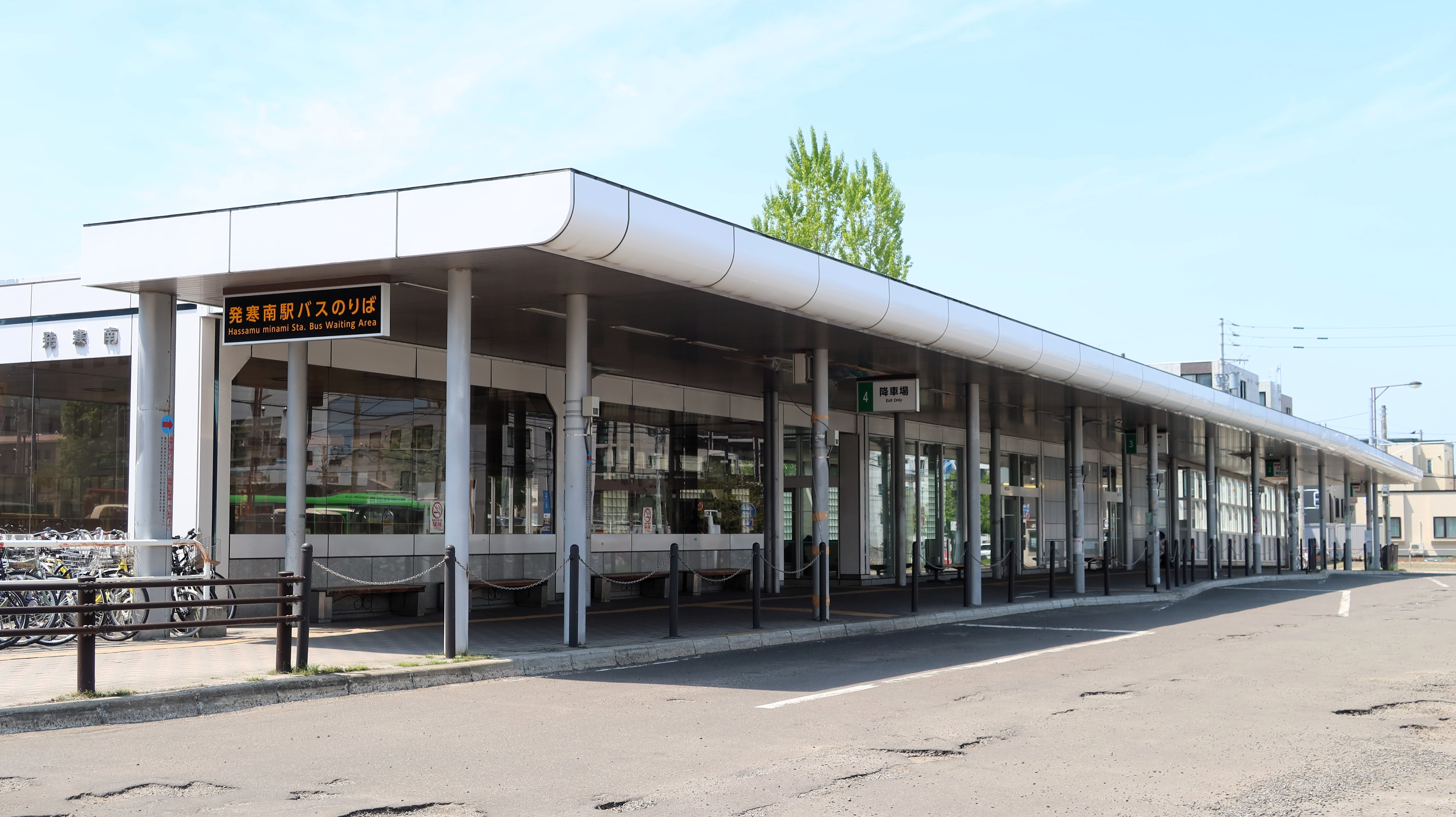
発寒南バス発着場

1〜4番のりばは1999年（平成11年）2月25日に供用開始した「発寒南バス発着場」。4番のりばは降車専用。2021年（令和3年）12月の平日1日あたり、スクールバス等の非公示便を除く発着便数は、バス発着場・路上停留所を合わせて245便（感染症流行による一時運休便を含む）。
2022年（令和4年）4月1日現在。バス発着場はジェイ・アール北海道バス（琴似営業所）が使用。
1番のりば
- 発42 西野平和線：平和の滝入口（・手稲平和霊園：期間限定[16]）

2番のりば
- 発41 西野福井線：五天山公園・福井えん堤前

3番のりば
- 発43 西野中洲橋線：中洲橋

路上停留所
- 北海道中央バス新川営業所
  - 西48・西49 新川発寒線：新川営業所、地下鉄琴似駅前
- 北海道中央バス札幌北営業所
  - Y 新千歳空港連絡バス：新千歳空港
- 札幌ばんけい
  - 発寒南・真駒内線：真駒内駅

このほか、北5条手稲通と新琴似通・手稲左股通との交差点付近に「西町北7丁目」停留所があり、発寒南駅に入らない琴似方面 - 西野方面系統の当駅乗継指定停留所となっている。また、札樽線のJR札幌駅方面、手稲区方面の発着がある。

## その他
- 駅スタンプは発寒南駅のイニシャルHの中に琴似発寒川が描かれている[19]。

## 隣の駅
札幌市営地下鉄
 東西線
宮の沢駅 (T01) - 発寒南駅 (T02) - 琴似駅 (T03)